# Robert Runeberg
Jakob Robert Runeberg, född 7 mars 1846 i Borgå, död 13 oktober 1919 i Helsingfors, var en finlandssvensk skeppsbyggnadsingenjör. Han var son till Johan Ludvig Runeberg.

## Biografi
Efter examen från Tekniska realskolan i Helsingfors 1867 och praktik på Wiborgs mekaniska verkstad vidareutbildade han sig i skeppsbyggnadsteknik i Cherbourg. År 1877 sjösattes det av honom konstruerade ångfartyget S/S Express, vilket på rutten Hangö-Stockholm blev Finlands första fartyg i regelbunden vintertrafik. Runeberg blev med tiden Nordens främste expert på isbrytare. 
År 1879 konstruerade Runeberg i Viborg en flygbåt, vilken dock ej kunde lyfta på grund av en alltför klen ångmaskin. År 1881 grundade han i Sankt Petersburg ingenjörsbyrån Bureau Vega som levererade finländska industriprodukter och gatsten till Ryssland. År 1918 tvingades han att lämna Petrograd och förlorade därigenom all sin egendom.